# Ženska kaznionica u Požegi
Ženska kaznionica u Požegi zatvorska je ustanova Republike Hrvatske.

## Povijest
Institucija ima korijene još od 1919. kada je započeo s radom Zavod za popravljanje maloljetnika. Od 1925. postaje isključivo Zavod za žensku djecu.

### Nezavisna Država Hrvatska
Dana 8. rujna 1941. donesena je odluka o prebacivanju Ženske kaznionice iz Zagreba u Požegu.
Za upućivanje na izdržavanje kazne bila je potrebna liječnička potvrda te su samo zdravstveno sposobne osobe bile upućivane na odsluženje kazne. Kaznionica je imala knjižnicu i pjevački zbor. Također, bio je i organiziarn tečaj za nepismene osobe.
Kaznionica je djelovala do 12. rujna 1944. godine. Partizani su u zatvoru ostavili one osobe koje su bile osuđene zbog nepolitičkih kaznenih djela.
Na temelju sačuvanih dosjea u Hrvatskome državnom arhivu u Zagrebu gotovo sve kažnjenice bile su državljanke NDH i katoličke vjere. Presude za kaznena djela su bile u rasponu od lišavanja slobode sve do strogog zatvora i smrtnih kazni. Golemoj večini smrtne kazne su preinačene na dugogodišnje zatvorske kazne.

### Jugoslavija
Odlukom Ministarstva unutrašnjih poslova Narodne Republike Hrvatske od 6. ožujka 1946. u prostorijama kaznionice osnovan je Ženski zavod za prisilni rad. U njega su tom prilikom prebačene 372 kažnjenice iz Stare Gradiške.

### Članci
- Jura, Ana. 2013. Ženska kaznionica u Požegi za vrijeme Nezavisne Države Hrvatske (1941. – 1944.). Časopis za suvremenu povijest. Hrvatski institut za povijest. Zagreb. 45 (3): 485–508